# كندال (شوط)
كندال هي قرية في مقاطعة شوط‌، إيران. يقدر عدد سكانها بـ 262 نسمة بحسب إحصاء 2016.